# A Night in Old Mexico
A Night in Old Mexico is een film uit 2013, geregisseerd door Emilio Aragón Álvarez.

## Verhaal
Nadat Red Bovie (Robert Duvall) gedwongen worden zijn ranch te verkopen, besluit hij samen met zijn vervreemde kleinzoon op avontuur te gaan naar Mexico.

## Rolverdeling
| Acteur              | Personage    |
| ------------------- | ------------ |
| Robert Duvall       | Red Bovie    |
| Jeremy Irvine       | Gally        |
| Angie Cepeda        | Patty Wafers |
| Luis Tosar          | Panama       |
| Joaquín Cosío       | Cholo        |
| Jim Parrack         | Moon         |
| James Landry Hébert | J.T.         |

## Ontvangst

### Recensies
Op Rotten Tomatoes geeft 45% van de 20 recensenten de film een positieve recensie, met een gemiddelde score van 5,33/10. Website Metacritic komt tot een score van 45/100, gebaseerd op 12 recensies, wat staat voor "Mixed or average reviews" (gemengde of gemiddelde recensies)

### Prijzen en nominaties
Een selectie:
| Jaar | Evenement                       | Categorie              | Genomineerde                                         | Resultaat   |
| ---- | ------------------------------- | ---------------------- | ---------------------------------------------------- | ----------- |
| 2014 | Premios Goya (28ste uitreiking) | Beste filmmuziek       | Emilio Aragón Álvarez                                | Genomineerd |
| 2014 | Premios Goya (28ste uitreiking) | Beste origineel nummer | Emilio Aragón Álvarez, Julieta Venegas ("Aquí sigo") | Genomineerd |